# 鈴村圭子
鈴村 圭子 (すずむら けいこ、Keiko Suzumura/Kay Suzumura）は、日本の女優。愛知県名古屋市出身。現在はアメリカ合衆国と日本を拠点に活動する。
「鈴村 花凛」の芸名で活動した時期もあるが、その後本名に戻し、アメリカではKay Suzumura名義を使用してロサンゼルスで活動している。

## 主な出演作品

### テレビドラマ
- 「せっちゃんの春休み」(2001年)
- 「夢のカリフォルニア」(2002年)
- 「ザ・ジャッジ」(2002年)
- 「魔界潜入!怪奇心霊（秘）ファイル」(2006年、主演　青田典子役)
- 「Bear Tours season1, season2」(2015年、2019年、KXLA)

### 映画
- 「THE BATH」(1999年、主演)
- 「東京マンション物語」(2008年、ラム役)
- ブログムービー　(Web)「着信ナシFinal」マリ役　出演　（ひかり荘）
- ブログムービー　(Web)「私の、記憶の中心は、あなた」ソン役　出演　（ひかり荘）

### 舞台
- 「小鳥は囀る」(1999年)
- 「砂と星のあいだに」出演 (１９９９年　10月)
- 「ベレーの騎士」出演 (２０００年　6月)
- 「インシデンタルギフト」出演 (２０００年　10月)
- 「あ・ほーまんす」出演 (２０００年　12月)
- 「エトラン座のみなさま」出演 (２００１年　6月)
- 「トリガー」(2004年、準主演、テアトロ新人戯曲賞受賞)[1]
- 「布団海水浴」作・出演　（２００４年　5月）
- 「Lise」出演　（２００４年　8月）
- 「あこがれ」（2005年、海外公演）
- 「鉄扉の中の自由」主演　(２００５年　３月)
- 「カチカチ山」天使役　鈴木忠演出（2005年）[1]

### バラエティー番組
- 「SMAP×SMAP」(2006年、コント出演）
- 「ロンドンハーツ」(2006年、前田春代役)
- 「Where we Goin'?」(2021年〜2023年、レギュラー出演)[1]
- 「エンタの神様」出演
- 「ダイナマイトトーク」出演　人気ランキングNO.1を半年間キープ(２００５年　10月～２００６年　3月)
- 「アイドル丼」　レギュラー出演　２００６年　5月～　２００７年　３月
- 「新宿放送」　レポーター　サブレギュラー出演　２００６年　８月
- 「アサヒビールＨＰ」　キャンペンガール　咲田役　主演　　２００９年　５月

### ミュージックビデオ
- 「Unconditional Love」(2020年、主演)
- 「I'll Be There」 (2022年　主演)

### CM
- 「ウ・ガッタ」(2000年)
- 「パンクチップス」(2003年、母親役)
- 「UQiMAX」
- 「WEN」シャンプーCM　(2013年、主演)
- 「うにクラブ」レストランコマーシャル(2019年、主演)
- 「荒野行動」2019年　出演